# Arthur Witty Cotton
Arthur Witty Cotton (anglès: Arthur Witty)  (Barcelona, 16 d'agost de 1878 - Barcelona, 9 de novembre de 1969), nascut a Catalunya d'ascendència britànica, va ser futbolista i president del FC Barcelona entre els anys 1903 i 1905. Era el germà gran d'un altre futbolista del club, Ernest Witty. Quan es va fer gran se l'anomenava "Don Arturo".

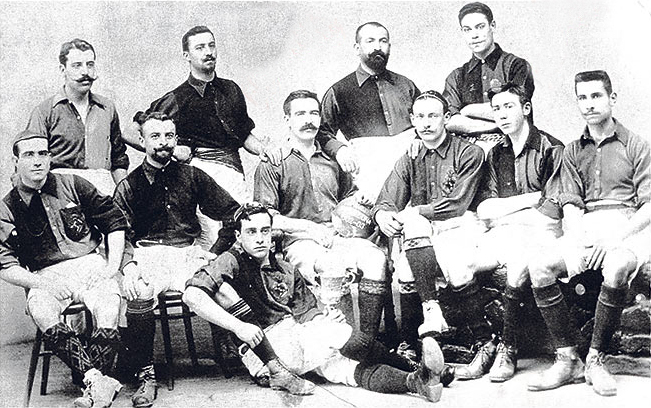
El Barça de 1903, campió de la Copa Barcelona. Dempeus: Llobet, Terradas, Reig i Vidal. Asseguts: Lluís d'Ossó, Steinberg, Meyer, Witty, Gamper, Harris i Lassaleta.

En el primer partit del Barcelona en la seva història, que l'enfrontà a un equip conformat per membres de la colònia anglesa, Arthur Witty jugà amb els anglesos. El 24 de desembre de 1899 va fer el seu debut amb el FC Barcelona en una victòria per 3 a 1 davant el FC Català. Formà part de l'equip que guanyà els primers títols del club, la Copa Macaya del 1902, la Copa Barcelona del 1903 i el Campionat de Catalunya de la temporada 1904-05. També participà en la primera edició del Campionat d'Espanya del 1902 en el qual guanyà el Madrid FC per 3-1 però perdé la final davant del Club Vizcaya per 2-1. Començà a jugar com a davanter i finalment com a defensa. En total disputà 74 partits entre 1899 i 1905.
Witty esdevingué president del FC Barcelona el 17 de setembre de 1903. Durant la seva presidència el club guanyà el seu primer Campionat de Catalunya. Abandonà la presidència el 6 d'octubre de 1905.

## Palmarès
Com a jugador
- Debut com a jugador: 24-12-1899 (Barcelona 3-1 Català)
- Partits jugats: 77
- Gols: 4
- Copa Macaya: 1:
  - 1901-02
- Copa Barcelona: 1:
  - 1902-03
- Campionat de Catalunya: 1:
  - 1904-05

President
- Debut com a president: 17-09-1903
- Campionat de Catalunya: 1:
  - 1904-05